# Макс фон дер Ґробен
Макс фон дер Ґробен (нім. Max von der Groeben; нар. 15 січня 1992, Кельн, Північний Рейн-Вестфалія, Німеччина) — німецький актор та радіоведучий.

## Життєпис
Макс фон дер Ґробен народився 15 січня 1992 року в Кельні, Німеччина. Його мати — Ульріке фон дер Ґробен, відома ведуча новин, а батько — Александр фон дер Ґробен, спортивний журналіст, кіноактор, колишній дзюдоїст, чемпіон та призер чемпіонатів ФРН і Європи, призер чемпіонату світу, учасник літніх Олімпійських ігор 1984 та 1988 року. 
У Макса фон дер Ґробен є молодша сестра Каролін, яка також є акторкою та радіоведучою.
Макс фон дер Ґробен дебютував як актор з невеликих ролей у телевізійних фільмах та серіалах.

## Фільмографія
- 2005 — Червона шапочка / Rotkäppchen — Конрад
- 2010 — Данні Ловинські[de] / Danni Lowinski — Мірко
- 2012 — Телефон поліції — 110 / Polizeiruf 110 — Дітріх Каммерт
- 2013 — Пішов ти, Ґете / Fack ju Göhte — Даніель Беккер
- 2014 — Кокоша — маленький дракон[de] / Der kleine Drache Kokosnuss — дракон Кококша (озвучення)
- 2014 — Бібі і Тіна / Bibi & Tina — Фредді
- 2014 — Гра в лікаря / Playing Doctor — Гарі
- 2015 — Пішов ти, Ґете-2[de] / Fack ju Göhte 3 — Даніель Беккер
- 2016 — Місце злочину / Tatort — Бенні
- 2017 — Пішов ти, Ґете-3[de] / Fack ju Göhte 3 — Даніель Беккер
- 2019 — Викрадення Стелли[de] / Kidnapping Stella — Том

## Нагороди та номінації
| Рік  | Нагорода             | Номінація               | Робота                  | Результат |
| ---- | -------------------- | ----------------------- | ----------------------- | --------- |
| 2016 | Баварська кінопремія | Найкращий молодий актор | «Пішов ти, Ґете»        | Перемога  |
| 2013 | Золота камера        | «Юний талант»           | «Телефон поліції — 110» | Перемога  |